# 마르틴 바이네크
마르틴 바이네크(독일어: Martin Weinek, 1964년 6월 30일~)는 오스트리아의 배우이다.